# Дом Стенбока
Дом Сте́нбока (эст. Stenbocki maja) — представительное здание в стиле классицизма с балконом и шестью дорическими колоннами, расположенное с северной стороны таллинского Вышгорода, над лестницей Паткуля. Служит резиденцией правительства Эстонской Республики и Госканцелярии.

## История
Архитектор Иоганн Каспар Моор спроектировал здание для судебных учреждений Эстляндской губернии. Ввиду сокращения финансирования граф Яков Фёдорович (Якоб Понтус) Стенбок (1744–1824), выигравший подряд на строительство, смог добиться передачи недостроенного здания в личную собственность. В 1782 году (предположительно) он смог закончить возведение одной из самых представительных резиденций остзейского дворянства, которое издавна предпочитало селиться в Вышгороде.
В 1828 году здание выкупил у наследников Стенбока эстляндский губернатор Павел Бенкендорф (двоюродный брат шефа жандармов). Во второй половине XIX века здание принадлежало пансиону соборной школы и Ревельско-Гапсальскому съезду мировых судей. Новые владельцы затеяли перестройку особняка, чем исказили его облик.
В 1855 году особняк был превращён в пансионат Домской школы. Свою первоначально спроектированную функцию здание стало выполнять с 1891 года. Суды работали в здании до 1987 года.
В 1997 году ансамбль зданий, в который входит Дом Стенбока, внесён в Государственный регистр памятников культуры Эстонии.
После восстановления независимости Эстонии правительство республики избрало дом Стенбока своей резиденцией.  В 1996—2000 годах здание было основательно реновировано. С 2000 года в доме Стенбока располагается правительство Эстонской Республики и Государственная канцелярия. С 2005 года в здании каждый год проходят Дни открытых дверей.
При инспектировании 12 августа 2015 года состояние здание было признано хорошим.